# Plicatiductus
Plicatiductus is een geslacht van spinnen uit de familie hangmatspinnen (Linyphiidae).

## Soorten
De volgende soorten zijn bij het geslacht ingedeeld:
- Plicatiductus storki Millidge & Russell-Smith, 1992